# Synammia espinosae
Synammia espinosae là một loài dương xỉ trong họ Polypodiaceae. Loài này được G.Kunkel mô tả khoa học đầu tiên năm 1965.
Danh pháp khoa học của loài này chưa được làm sáng tỏ. 